# I've Returned After One Marriage
I've Returned After One Marriage (Hangul: 한 번 다녀왔습니다; RR: Hanbeon Danyeowassseubnida, también conocida como Once Again), es una serie de televisión surcoreana transmitida desde el 28 de marzo de 2020 hasta el 13 de septiembre de 2020 a través de KBS 2TV.

## Sinopsis
La serie se centra en la familia Song y sus vecinos en el mercado de Yongju. Sigue la vida y retos de cada uno de sus integrantes, quienes nunca han tenido un día tranquilo en sus vidas.
Song Young-dal, es el meticuloso patriarca de la familia "Song" y el propietario de un restaurante de pollo agridulce en el mercado de Yongju, junto a su esposa Jang Ok-boon, con quien siempre está discutiendo, han criado a cuatro problemáticos hijos: Song Joon-sun (un ex-doble de acción), Song Ga-hee (una ex-azafata), Song Na-hee (una pediatra) y Song Da-he.
La vida aparentemente pacífica de Young-dal y Ok-boon, entra en un caos y agitación, cuando sus cuatro hijos regresan a vivir con ellos y todos les dicen que se están divorciando, lo que los deja sorprendidos.
Por otro lado, alrededor de los Song, hay varias personas, entre ellas Kang Cho-yeon, quien ha superado varias dificultades y que tiene un exitoso restaurante de kimbap en el mercado. Yang Chi-soo, quien es un carnicero, así como el mejor amigo de Young-dal, entre otros.

## Reparto

### Personajes principales[6]
| Actor         | Personaje        | N.º de episodios | Notas |
| ------------- | ---------------- | ---------------- | --- |
| Lee Sang-yeob | Dr. Yoon Kyu-jin | 100              | Es un atractivo, ingenioso y afectuoso médico en medicina interna del hospital pediátrico, así como el esposo de Song Na-hee. Más tarde la pareja se convierte en padre de gemelos Yoon Seong-bin y Yoon Ha-bin. |
| Lee Min-jung  | Dra. Song Na-hee | 100              | Es la tercera hija y la hermana de Song Joon-sun, Song Ga-hee y Song Da-he. Es una doctora pediatra sumamente inteligente y ambiciosa, que tiene mucho amor por sí misma y poco afecto para los demás, sin embargo con el transcurso del tiempo, esto cambia. Más tarde la pareja se convierte en padre de gemelos Yoon Seong-bin y Yoon Ha-bin. |
| Oh Dae-hwan   | Song Joon-sun    | 100              | Es el hermano mayor de Song Ga-hee, Song Na-hee y Song Da-he. |
| Oh Yoon-ah    | Song Ga-hee      | 100              | Es la segunda hija y la hermana de Song Joon-sun, Song Na-hee y Song Da-he. Es una atractiva ex-azafata que regresa a casa con su hijo después de su divorcio. Más tarde abre su propia línea de ropa y comienza una relación con Park Hyo-shin. |
| Lee Cho-hee   | Song Da-he       | 100              | Es la cuarta hija y la hermana menor de Song Joon-sun, Song Ga-hee y Song Na-hee. A pesar de ser una hija filial, carece de fuerza física, belleza y cerebro a comparación de sus hermanos mayores. Poco a poco comienza a enamorarse de Yoon Jae-suk, y más tarde comienzan una relación, la cual mantienen en secreto de sus familiares, hasta que son descubiertos por su hermana Na-hee y Yoon Kyu-jin. Finalmente se comprometen y se casan.                                                                      |
| Chun Ho-jin   | Song Young-dal   | 100              | Es el padre de Song Na-hee, Song Joon-sun, Song Ga-hee y Song Da-he. |
| Cha Hwa-yeon  | Jang Ok-boon     | 100              | Es la esposa de Song Young-dal y madre de Song Na-hee, Song Joon-sun, Song Ga-hee y Song Da-he. |
| Lee Sang-yi   | Yoon Jae-suk     | 100              | Es el hermano menor de Yoon Kyu-jin. Es un joven con alma libre y amigable con las personas. Trabaja en la clínica de Na-hee como dentista. Cuando conoce a su hermana menor, Song Da-hee, poco a poco comienza a enamorarse de ella y más tarde comienzan a salir, aunque lo mantienen en secreto de sus familiares, hasta que son descubiertos por su hermano Kyu-jin y Song Na-hee. Después de que comienzan a buscar una casa juntos, Jae-suk le pide a Da-hee que se case con él. Poco después la pareja se casa. |

### Personajes secundarios
| Actor          | Personaje                       | N.º de episodios | Notas |
| -------------- | ------------------------------- | ---------------- | --- |
| Lee Jung-eun   | Song Young-sook / Kang Cho-yeon | -                | Es la hermana de Song Young-dal y tía de Song Na-hee, Song Joon-sun, Song Ga-hee y Song Da-he. |
| Im Jung-eun    | Sung Hyun-kyung                 | -                | Es la exesposa de Song Joon-sun y madre de Song Seo-young y Song Seo-jin. Joon-sun se divorcia de ella debido a una deuda que adquirió por lealtad. |
| Kim Bo-yeon    | Choi Yoon-jung                  | -                | Es la madre de Yoon Kyu-jin y Yoon Jae-suk. |
| Kim Yoo-suk    | Yoon Hae-il                     | -                | Es el padre de Yoon Kyu-jin y Yoon Jae-suk. |
| Baek Ji-won    | Jang Ok-ja                      | -                | Es la hermana menor de Jang Ok-boon. |
| Bae Ho-geun    | Kim Seung-hyun                  | -                | Es el exesposo de Song Ga-hee y padre de Kim Ji-hoon. |
| Moon Woo-jin   | Kim Ji-hoon                     | -                | Es el hijo de Song Ga-hee y Kim Seung-hyun. |
| Lee Ga-yeon    | Song Seo-young                  | -                | Es la hija mayor de Song Joon-sun y Sung Hyun-kyung. |
| Ahn Seo-yeon   | Song Seo-jin                    | -                | Es la hija menor de Song Joon-sun y Sung Hyun-kyung. |
| Ahn Kil-kang   | Yang Chi-soo                    | -                | Es el mejor amigo de Song Young-dal. Es un carnicero, así como el dueño de la tienda de pescado seco, de pan retorcido, entre otros. |
| Lee Chang-wook | Kim Yoon-ho                     | -                | |
| Ki Do-hoon     | Park Hyo-shin                   | -                | Es un trabajador de medio tiempo en "Song's Chicken" y exjugador de Judo que se siente atraído por la divorciada Song Ga-hee.Más tarde finalmente le revela sus sentimientos. Más tarde decide entrenar nuevamente para convertirse en un jugador de judo profesional y finalmente comienza una relación con Ga-hee. |
| Kang Tae-sung  | Han Jin-woo                     | -                | |
| Song Da-eun    | Kim Ga-yeon                     | -                | [ 24 ] |
| Kim So-ra      | Lee Joo-ri                      | -                | |
| Kim Hyun-mok   | Hong Sung-woo                   | -                | |
| Alex Chu       | Lee Jung-rok                    | -                | Es un doctor y el primer interés romántico de Song Na-hee. |
| Son Sung-yoon  | Yoo Bo-young                    | -                | Es el primer interés romántico de Yoon Kyu-jin. |
| Song Min-jae   | Yoo Shi-hoo                     | -                | Es el hijo de Yoo Shi-hoo. |
| Kang You-seok  | Han Ki-young                    | -                | [ 29 ] [ 30 ] |
| Moon Dong-hyuk | -                               | -                | |
| Oh Eui-shik    | Oh Jeong-bong                   | -                | Es un doble de escenas. |
| Shin Soo-jung  | Park Ji-yeon                    | -                | [ 31 ] |
| Moon Hee-kyung | Park Seon-hee                   | -                | |
| Kim Mi-eun     | Shin Hye-jeong                  | -                | |

### Otros personajes
| Actor            | Personaje      | N.º de episodios | Notas                                                |
| ---------------- | -------------- | ---------------- | ---------------------------------------------------- |
| Lee Sang-kyung   | Shim Jeong-hee | -                |                                                      |
| Jang Won-hyuk    | Lee Jong-soo   | -                |                                                      |
| Han Bom (한봄)   | Oh Yeon-jin    | -                |                                                      |
| Park Yoon-jae    | -              | -                |                                                      |
| Jo Mi-ryung      | Hong Yeon-hong | -                | Es una amiga de Kang Cho-yeon.                       |
| -                | Yoon Seong-bin | -                | Es uno de los gemelos de Yoon Kyu-jin y Song Na-hee. |
| -                | Yoon Ha-bin    | -                | Es uno de los gemelos de Yoon Kyu-jin y Song Na-hee. |
| Choi Jae-sung    | -              | -                |                                                      |
| Hong Il-kwon     | -              | -                |                                                      |
| Kim Chung (김청) | -              | -                |                                                      |
| Lee Hyo-jung     | -              | -                |                                                      |
| Kang Shin-il     | -              | -                |                                                      |
| Park Chul-ho     | -              | -                |                                                      |
| Yang Jung-a      | -              | -                |                                                      |
| Yoon Hae-young   | -              | -                |                                                      |
| Choi Jung-woo    | -              | -                |                                                      |
| Kim Ga-young     | -              | -                | Es la dueña de la tienda de pan trenzado.            |
| Shin Mi-young    | -              | -                | Es la dueña de la tienda de pescado seco.            |

### Apariciones especiales
| Actor          | Personaje    | Episodio(s) donde apareció | Notas |
| -------------- | ------------ | -------------------------- | --- |
| Lee Pil-mo     | Lee Hyun     | 94-98                      | Es un director y el interés romántico de Song Young-sook. |
| Jo Han-chul    | Jo Won-chul  | 60-63, 65-74               | Es un prestamista que acosa a Hong Yeon-hong por sus deudas. |
| Chani          | Choi Ji-won  | 59-66, 68                  | Es uno de los compañeros universitarios de Song Da-hee. |
| Lee Sung-kyung | Ji Sun-kyung | 53                         | Es una popular modelo y la exnovia de Yoon Jae-seok. |
| Ji Il-joo      | Young Hoon   | 1-2, 4, 43-44              | Es el esposo de Song Da-he, a quien Da-he lo descubre engañándola. Cuando lo confronta, él le revela que sólo se había comprometido con ella porque su madre se lo había pedido, ya que no estaba enamorado ni la encontraba atractiva. Poco después Da-he decide divorciarse de él. Más tarde regresa a la vida de Da-he pidiéndole que le de otra oportunidad, pero cuando ella lo rechaza, Young Hoon comienza a insultarla, cuando Yoon Jae-suk escucha lo que le dice, se molesta y lo golpea. |

## Episodios
La serie está conformada por 100 episodios, los cuales fueron emitidos todos los sábados y domingos a las 19:55 (KST).

### Ratings
Los números en color rojo indican las calificaciones más bajas, mientras que los números en azul indican las calificaciones más altas.
| Episodio | Fecha de emisión         | Participación promedio de audiencia | Participación promedio de audiencia | Participación promedio de audiencia |
| Episodio | Fecha de emisión         | AGB Nielsen                         | AGB Nielsen                         | TNmS                                |
| Episodio | Fecha de emisión         | Nacional                            | Seúl                                | Nacional                            |
| -------- | ------------------------ | ----------------------------------- | ----------------------------------- | ----------------------------------- |
| 1        | 28 de marzo de 2020      | 19.4% (2.ª)                         | 17.7% (2.ª)                         | 20.2%                               |
| 2        | 28 de marzo de 2020      | 23.1%                               | 21.7%                               | 23.3%                               |
| 3        | 29 de marzo de 2020      | 22.9%                               | 23.2%                               | 22.3%                               |
| 4        | 29 de marzo de 2020      | 26.3%                               | 25.3%                               | 26.4%                               |
| 5        | 4 de abril de 2020       | 20.5%                               | 18.8%                               | 22.0%                               |
| 6        | 4 de abril de 2020       | 24.5%                               | 22.4%                               | 25.4%                               |
| 7        | 5 de abril de 2020       | 24.2%                               | 22.8%                               | 25.0%                               |
| 8        | 5 de abril de 2020       | 28.1%                               | 27.4%                               | 29.1%                               |
| 9        | 11 de abril de 2020      | 21.3%                               | 20.1%                               | 21.0%                               |
| 10       | 11 de abril de 2020      | 26.0%                               | 25.5%                               | 25.3%                               |
| 11       | 12 de abril de 2020      | 26.7%                               | 26.1%                               | 25.8%                               |
| 12       | 12 de abril de 2020      | 29.6%                               | 29.3%                               | 29.3%                               |
| 13       | 18 de abril de 2020      | 21.3%                               | 20.8%                               | 19.8%                               |
| 14       | 18 de abril de 2020      | 26.6%                               | 26.4%                               | 23.1%                               |
| 15       | 19 de abril de 2020      | 26.3%                               | 25.7%                               | 24.6%                               |
| 16       | 19 de abril de 2020      | 29.9%                               | 30.3%                               | 27.0%                               |
| 17       | 25 de abril de 2020      | 25.0%                               | 21.4%                               | 20.4%                               |
| 18       | 25 de abril de 2020      | 25.5%                               | 21.6%                               | 25.2%                               |
| 19       | 26 de abril de 2020      | 28.4%                               | 23.9%                               | 23.6%                               |
| 20       | 26 de abril de 2020      | 28.8%                               | 28.3%                               | 27.9%                               |
| 21       | 2 de mayo de 2020        | 21.4%                               | 21.2%                               | 20.6%                               |
| 22       | 2 de mayo de 2020        | 26.1%                               | 26.1%                               | 25.3%                               |
| 23       | 3 de mayo de 2020        | 24.5% (2.ª)                         | 23.7% (2.ª)                         | 23.7%                               |
| 24       | 3 de mayo de 2020        | 28.2%                               | 27.6%                               | 28.2%                               |
| 25       | 9 de mayo de 2020        | 26.6%                               | 26.7%                               | N/A                                 |
| 26       | 9 de mayo de 2020        | 22.1%                               | 21.8%                               | N/A                                 |
| 27       | 10 de mayo de 2020       | 25.1%                               | 25.0%                               | 24.9%                               |
| 28       | 10 de mayo de 2020       | 30.2% (1.ª)                         | 30.5% (1.ª)                         | 29.4%                               |
| 29       | 16 de mayo de 2020       | 22.0%                               | 21.9%                               | 19.7%                               |
| 30       | 16 de mayo de 2020       | 27.2%                               | 26.8%                               | 24.3%                               |
| 31       | 17 de mayo de 2020       | 26.6%                               | 27.1%                               | 24.3%                               |
| 32       | 17 de mayo de 2020       | 29.9%                               | 30.4%                               | 29.3%                               |
| 33       | 23 de mayo de 2020       | 21.8%                               | 21.4%                               | 21.1%                               |
| 34       | 23 de mayo de 2020       | 26.3%                               | 25.6%                               | 25.8%                               |
| 35       | 24 de mayo de 2020       | 27.4%                               | 27.2%                               | 26.1%                               |
| 36       | 24 de mayo de 2020       | 31.1%                               | 30.5%                               | 29.5%                               |
| 37       | 30 de mayo de 2020       | 21.2%                               | 20.4%                               | 20.5%                               |
| 38       | 30 de mayo de 2020       | 27.0%                               | 26.1%                               | 26.0%                               |
| 39       | 31 de mayo de 2020       | 26.0%                               | 25.6%                               | 25.6%                               |
| 40       | 31 de mayo de 2020       | 30.9%                               | 30.6%                               | 29.5%                               |
| 41       | 6 de junio de 2020       | 23.7%                               | 24.1%                               | 21.8%                               |
| 42       | 6 de junio de 2020       | 28.5%                               | 28.8%                               | 26.8%                               |
| 43       | 7 de junio de 2020       | 26.5%                               | 26.0%                               | 25.7%                               |
| 44       | 7 de junio de 2020       | 30.1%                               | 29.5%                               | 30.0%                               |
| 45       | 13 de junio de 2020      | 23.9%                               | 23.1%                               | N/A                                 |
| 46       | 13 de junio de 2020      | 28.7%                               | 28.0%                               | N/A                                 |
| 47       | 14 de junio de 2020      | 27.8%                               | 27.5%                               | 25.6%                               |
| 48       | 14 de junio de 2020      | 31.6%                               | 31.1%                               | 30.3%                               |
| 49       | 20 de junio de 2020      | 23.1%                               | 23.4%                               | 21.0%                               |
| 50       | 20 de junio de 2020      | 28.8%                               | 28.0%                               | 26.5%                               |
| 51       | 21 de junio de 2020      | 28.6%                               | 28.5%                               | 25.7%                               |
| 52       | 21 de junio de 2020      | 31.5%                               | 31.9%                               | 29.9%                               |
| 53       | 27 de junio de 2020      | 23.6%                               | 23.3%                               | 20.9%                               |
| 54       | 27 de junio de 2020      | 28.0%                               | 27.5%                               | 26.9%                               |
| 55       | 28 de junio de 2020      | 28.5%                               | 28.3%                               | 25.5%                               |
| 56       | 28 de junio de 2020      | 32.2%                               | 31.5%                               | 30.1%                               |
| 57       | 4 de julio de 2020       | 23.2%                               | 22.6%                               | 21.4%                               |
| 58       | 4 de julio de 2020       | 28.6%                               | 28.5%                               | 25.6%                               |
| 59       | 5 de julio de 2020       | 28.9%                               | 28.5%                               | 25.8%                               |
| 60       | 5 de julio de 2020       | 33.0%                               | 33.0%                               | 29.7%                               |
| 61       | 11 de julio de 2020      | 24.6%                               | 24.2%                               | 22.7%                               |
| 62       | 11 de julio de 2020      | 29.6%                               | 29.5%                               | 27.7%                               |
| 63       | 12 de julio de 2020      | 30.3%                               | 29.7%                               | 27.8%                               |
| 64       | 12 de julio de 2020      | 33.3%                               | 32.5%                               | 30.9%                               |
| 65       | 18 de julio de 2020      | 23.9%                               | 23.5%                               | 23.8%                               |
| 66       | 18 de julio de 2020      | 29.4%                               | 28.7%                               | 28.4%                               |
| 67       | 19 de julio de 2020      | 30.4%                               | 30.3%                               | 28.9%                               |
| 68       | 19 de julio de 2020      | 33.7%                               | 33.4%                               | 33.0%                               |
| 69       | 25 de julio de 2020      | 24.2%                               | 23.1%                               | 21.9%                               |
| 70       | 25 de julio de 2020      | 28.7%                               | 27.6%                               | 26.3%                               |
| 71       | 26 de julio de 2020      | 29.6%                               | 28.9%                               | 28.3%                               |
| 72       | 26 de julio de 2020      | 33.0%                               | 32.7%                               | 32.0%                               |
| 73       | 1 de agosto de 2020      | 25.7%                               | 25.0%                               | 24.6%                               |
| 74       | 1 de agosto de 2020      | 30.1%                               | 29.3%                               | 29.5%                               |
| 75       | 2 de agosto de 2020      | 32.1%                               | 32.3%                               | 30.0%                               |
| 76       | 2 de agosto de 2020      | 35.6%                               | 36.0%                               | 34.2%                               |
| 77       | 8 de agosto de 2020      | 29.4%                               | 28.7%                               | 26.9%                               |
| 78       | 8 de agosto de 2020      | 33.2%                               | 32.4%                               | 30.6%                               |
| 79       | 9 de agosto de 2020      | 33.6%                               | 33.2%                               | 30.0%                               |
| 80       | 9 de agosto de 2020      | 36.5%                               | 36.1%                               | 33.6%                               |
| 81       | 15 de agosto de 2020     | 26.9%                               | 27.0%                               | 25.0%                               |
| 82       | 15 de agosto de 2020     | 31.4%                               | 31.8%                               | 30.0%                               |
| 83       | 16 de agosto de 2020     | 29.6%                               | 28.6%                               | 29.2%                               |
| 84       | 16 de agosto de 2020     | 32.9%                               | 31.4%                               | 32.5%                               |
| 85       | 22 de agosto de 2020     | 29.2%                               | 29.5%                               | 26.7%                               |
| 86       | 22 de agosto de 2020     | 33.2%                               | 33.7%                               | 30.8%                               |
| 87       | 23 de agosto de 2020     | 32.8%                               | 32.5%                               | 31.1%                               |
| 88       | 23 de agosto de 2020     | 35.5%                               | 35.1%                               | 35.2%                               |
| 89       | 29 de agosto de 2020     | 30.2%                               | 30.2%                               | 29.1%                               |
| 90       | 29 de agosto de 2020     | 35.5%                               | 35.5%                               | 33.7%                               |
| 91       | 30 de agosto de 2020     | 34.5%                               | 34.0%                               | 32.5%                               |
| 92       | 30 de agosto de 2020     | 36.5%                               | 35.7%                               | 35.5%                               |
| 93       | 5 de septiembre de 2020  | 27.4%                               | 26.0%                               | 27.4%                               |
| 94       | 5 de septiembre de 2020  | 32.6%                               | 31.2%                               | 31.9%                               |
| 95       | 6 de septiembre de 2020  | 34.8%                               | 34.7%                               | 32.1%                               |
| 96       | 6 de septiembre de 2020  | 37.0%                               | 37.0%                               | 35.4%                               |
| 97       | 12 de septiembre de 2020 | 29.6%                               | 28.9%                               | N/A                                 |
| 98       | 12 de septiembre de 2020 | 33.5%                               | 33.4%                               | N/A                                 |
| 99       | 13 de septiembre de 2020 | 33.6%                               | 33.0%                               | 32.8%                               |
| 100      | 13 de septiembre de 2020 | 34.8%                               | 33.9%                               | 34.9%                               |
| Promedio | Promedio                 | 28.4%                               | 27.9%                               | -                                   |

## Premios y nominaciones
| Año  | Categoría                                       | Premio                         | Nominado(a)                      | Resultado |
| ---- | ----------------------------------------------- | ------------------------------ | -------------------------------- | --------- |
| 2021 | Best Actor                                      | 48th Korean Broadcasting Award | Chun Ho-jin                      | Ganó      |
| 2021 | Best Drama                                      | 48th Korea Broadcasting Award  | I've Returned After One Marriage | Nominado  |
| 2020 | Top Excellence Award, Actor in a Serial Drama   | 7th APAN Star Award            | Lee Sang-yeob                    | Ganó      |
| 2020 | Top Excellence Award, Actress in a Serial Drama | 7th APAN Star Award            | Lee Min-jung                     | Ganó      |
| 2020 | Excellence Award, Actor in a Serial Drama       | 7th APAN Star Award            | Lee Sang-yi                      | Ganó      |
| 2020 | Best Supporting Actress                         | 7th APAN Star Award            | Lee Jung-eun                     | Nominada  |
| 2020 | Best New Actress                                | 7th APAN Star Award            | Lee Cho-hee                      | Nominada  |
| 2020 | Daesang (Grand Prize)                           | 34th KBS Drama Awards          | Chun Ho-jin                      | Ganó      |
| 2020 | Top Excellence Award                            | 34th KBS Drama Awards          | Lee Min-jung                     | Ganó      |
| 2020 | Excellence Award – Long Drama (Best Actor)      | 34th KBS Drama Awards          | Lee Sang-yeob                    | Ganó      |
| 2020 | Excellence Award – Long Drama (Best Actor)      | 34th KBS Drama Awards          | Chun Ho-jin                      | Nominado  |
| 2020 | Excellence Award – Long Drama (Best Actress)    | 34th KBS Drama Awards          | Lee Jung-eun                     | Ganó      |
| 2020 | Excellence Award – Long Drama (Best Actress)    | 34th KBS Drama Awards          | Lee Min-jung                     | Nominada  |
| 2020 | Excellence Award – Long Drama (Best Actress)    | 34th KBS Drama Awards          | Cha Hwa-yeon                     | Nominada  |
| 2020 | Supporting Actor Award – Long Drama             | 34th KBS Drama Awards          | Oh Dae-hwan                      | Ganó      |
| 2020 | Supporting Actress Award – Long Drama           | 34th KBS Drama Awards          | Oh Yoon-ah                       | Ganó      |
| 2020 | Supporting Actress Award – Long Drama           | 34th KBS Drama Awards          | Baek Ji-won                      | Nominada  |
| 2020 | Best Couple Award                               | 34th KBS Drama Awards          | Lee Sang-yeob y Lee Min-jung     | Ganaron   |
| 2020 | Best Couple Award                               | 34th KBS Drama Awards          | Lee Sang-yi y Lee Cho-hee        | Ganaron   |
| 2020 | Best Couple Award                               | 34th KBS Drama Awards          | Chun Ho-jin y Lee Jung-eun       | Ganaron   |
| 2020 | Popularity Award                                | 34th KBS Drama Awards          | Lee Sang-yeob                    | Ganó      |
| 2020 | Best New Actor Award                            | 34th KBS Drama Awards          | Lee Sang-yi                      | Ganó      |
| 2020 | Best New Actress Award                          | 34th KBS Drama Awards          | Lee Cho-hee                      | Ganó      |
| 2020 | Best Child Actor Award                          | 34th KBS Drama Awards          | Moon Woo-jin                     | Ganó      |
| 2020 | Best Child Actress Award                        | 34th KBS Drama Awards          | Lee Ga-yeon                      | Ganó      |
| 2020 | Best Child Actress Award                        | 34th KBS Drama Awards          | Ahn Seo-yeon                     | Nominada  |
| 2020 | Best Writer                                     | 34th KBS Drama Awards          | Yang Hee-seung                   | Ganó      |

## Producción
La serie también es conocida como "I Went There Once" y/o "I've Been There Once".
Fue dirigida por Lee Jae-sang (이재상), quien contó con el apoyo del guionista Yang Hee-seung.